# Klaus Lass
Klaus-Dietrich „Dick’n“ Lass (* 1950 in Rostock) ist ein deutscher Musiker und Sänger aus Warnemünde und Mitglied des Duos „De Plattfööt“.

## Biografie
Lass begann im Alter von acht Jahren heimlich auf dem Banjo seines Bruders und der Gitarre seiner Schwester zu spielen.
Erste Bühnenerfahrung sammelte er in der Schule. Dort spielte er mit zwölf Jahren den Kaiser in einer Schulaufführung von Des Kaisers neue Kleider und sang Rock and Roll am Klavier im Musikraum. Seit 1960 erhielt er Unterricht in den Fächern Akkordeon, Klavier und Gesang bei privaten Lehrern und am Konservatorium Rostock.
Erste Auftritte hatte er mit seiner Schwester. Ab 1968 war er Sänger von Suite Union, einer Amateurband aus Rostock. Nach Abitur und Lehre folgten ein Physikstudium in Greifswald, das er allerdings nach zwei Jahren abbrach, weil er nicht von der Musik loskam. 1974 begann er ein Studium an der Hochschule für Musik Franz Liszt in Weimar in der Fachrichtung Tanz- und Unterhaltungsmusik. Nebenbei trat er regelmäßig mit Opus 5 (Erfurt), Pro Art (Ilmenau) und der Gruppe Elefant (Weimar) auf. Er schrieb Titel für Transit und Elefant; erste Plattenproduktionen, Rundfunk- und Fernsehauftritte folgten. 1978 machte er seinen Hochschulabschluss als Sänger mit Lehrberechtigung im Fach Gesang.
1978 bis 1982 spielte er unter anderem mit Herbert Junck in der Rostocker Gruppe Exzentra (Keyboard, Gitarre, Gesang).
Er ging auf zahlreiche Tourneen mit verschiedenen Programmen der Konzert- und Gastspieldirektionen in DDR und UdSSR und produzierte für den Rundfunk. Seit 1979 ist er Mitglied des Duos De Plattfööt (Gesang, Gitarre, Keyboard, Mundharmonika), deren Lieder und „Schnacks“ er zusammen mit Peter Wilke in Plattdeutsch schreibt.
Seit September 2005 ist er Redakteur und Moderator der Sendung Stunde der Gitarreros im Rostocker Lokalsender LOHRO.